# Díode flyback

Esquema d'un circuit simple amb una inductància L i un díode de retorn D. La resistència R representa la resistència dels bobinatges de l'inductor.

Un díode flyback és qualsevol díode connectat a través d'un inductor utilitzat per eliminar el flyback, que és el pic de tensió sobtat que es veu a través d'una càrrega inductiva quan el seu corrent de subministrament es redueix o s'interromp sobtadament. S'utilitza en circuits en què les càrregues inductives són controlades per interruptors, i en fonts d'alimentació de commutació i inversors.

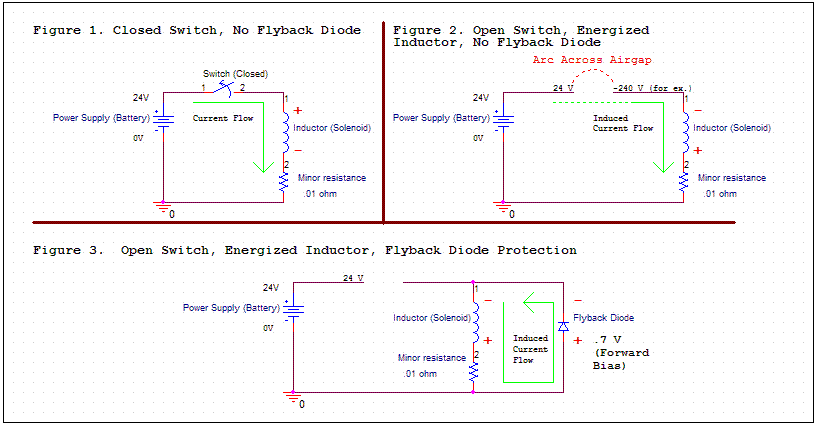

Aquest díode és conegut per molts altres noms, com ara díode amortiguador, díode commutador, díode de roda lliure, díode supressor, díode de pinça o díode de captura.
La figura 1 mostra un inductor connectat a una bateria: una font de tensió constant. La resistència representa la petita resistència residual dels bobinatges del cable de l'inductor. Quan l'interruptor està tancat, la tensió de la bateria s'aplica a l'inductor, fent que el corrent del terminal positiu de la bateria flueixi a través de l'inductor i la resistència. L'augment del corrent provoca un retrocés EMF (tensió) a través de l'inductor a causa de la llei d'inducció de Faraday que s'oposa al canvi de corrent. Com que la tensió a través de l'inductor es limita a la tensió de la bateria de 24 volts, la velocitat d'augment del corrent es limita a un valor inicial de {\displaystyle {dI \over dt}={V_{B} \over L},} de manera que el corrent a través de l'inductor augmenta lentament a mesura que l'energia de la bateria s'emmagatzema en el camp magnètic de l'inductor. A mesura que augmenta el corrent, es baixa més voltatge a través de la resistència i menys a través de l'inductor, fins que el corrent arriba a un valor estable de {\displaystyle I=V_{B}/R} amb tota la tensió de la bateria a través de la resistència i cap a través de la inductància.